# Li Yajie
Dans ce nom chinois, le nom de famille, Li, précède le nom personnel Yajie.
Pour les articles homonymes, voir Li.
Li Yajie (chinois simplifié : 李亚杰), née le 16 juillet 2002, est une plongeuse chinoise.

## Carrière
En juin 2022, elle remporte la médaille d'or au plongeon à 1 m lors des Championnats du monde à Budapest, en Hongrie. En juillet 2023, elle obtient la médaille d'argent lors des Championnats du monde à Fukuoka, au Japon.

## Palmarès

### Championnats du monde
- Championnats du monde 2022 à Budapest ( Hongrie) :
  -  Médaille d'or du tremplin à 1 m
- Championnats du monde 2023 à Fukuoka ( Japon) :
  -  Médaille d'argent du tremplin à 1 m
- Championnats du monde 2025 à Singapour ( Singapour) :
  -  Médaille d'argent du tremplin à 1 m
  -  Médaille de bronze du tremplin à 3 m synchronisé mixte